# Kevin Conway
Kevin John Conway, född 29 maj 1942 i New York, New York, död 5 februari 2020 på Manhattan i samma stad (hjärtattack), var en amerikansk skådespelare och filmregissör. Han medverkade bland annat i flera off-Broadwaymusikaler, däribland i When You Comin' Back, Red Ryder? som han fick en Drama Desk Award för 1974.

## Film & TV (urval)
- 1972 – Slakthus 5
- 1973 – McCoy - fräck som fan
- 1978 – F.I.S.T.
- 1986 – Miami Vice (TV-serie) (gästroll, 1 avsnitt)
- 1988 – Livet på landet
- 1991 – Natten med Rose
- 1992 – Jennifer 8
- 1992 – Star Trek: The Next Generation (TV-serie) (gästroll, 1 avsnitt)
- 1993 – Det ljuva livet i Alaska (TV-serie) (gästroll, 1 avsnitt)
- 1993 – Gettysburg
- 1995 – Snabbare än döden
- 1995 – Streets of Laredo (TV-serie)
- 1995 – Uppdrag: mord (TV-serie) (gästroll, 1 avsnitt)
- 1996 – I lagens namn (TV-serie) (gästroll, 1 avsnitt)
- 1996 – Titanic
- 1997–1998 – På heder och samvete (TV-serie) (återkommande gästroll, 2 avsnitt)
- 1998 – Kod Mercury
- 1999–2000 – Oz (TV-serie) (återkommande gästroll, 6 avsnitt)
- 2000 – Tretton dagar
- 2001 – Black Knight
- 2001 – Dark Angel (TV-serie) (gästroll, 1 avsnitt)
- 2003 – Mystic River
- 2005–2010 – Law & Order: Criminal Intent (TV-serie) (gästroller, 2 avsnitt)
- 2006 – Brotherhood (TV-serie) (gästroll, 1 avsnitt)
- 2006 – Invincible
- 2009–2011 – The Good Wife (TV-serie) (återkommande gästroll, 3 avsnitt)

## Teater

### Roller
| År   | Roll                              | Produktion                         | Regi         | Teater                       |
| ---- | --------------------------------- | ---------------------------------- | ------------ | ---------------------------- |
| 1979 | Frederick Treves Belgisk polisman | The Elephant Man Bernard Pomerance | Jack Hofsiss | Booth Theatre, New York, USA |